# Bokegölen
Bokegölen är en sjö i Ödeshögs kommun i Östergötland och ingår i Motala ströms huvudavrinningsområde.